# Afrikaspiele 2019/Leichtathletik – 400 m der Männer
Der 400-Meter-Lauf der Männer bei den Afrikaspielen 2019 fand am 26., 27. und 28. August im Stade Moulay Abdallah in Rabat statt.
43 Läufer aus 26 Ländern nahmen an dem Wettbewerb teil. Die Goldmedaille gewann Leungo Scotch mit 45,27 s, Silber ging an Thapelo Phora mit 45,59 s und die Bronzemedaille gewann Chidi Okezie mit 45,61 s.

## Rekorde
| Weltrekord        | Wayde van Niekerk | 43,03 s | Olympische Spiele in Rio de Janeiro, Brasilien | 14. August 2016 |
| Rekord der Spiele | Innocent Egbunike | 44,23 s | Afrikaspiele in Nairobi, Kenia                 | August 1987     |

## Vorläufe
Aus den sechs Vorläufen qualifizierten sich die jeweils drei Ersten jedes Laufes – hellblau unterlegt – und zusätzlich die sechs Zeitschnellsten – hellgrün unterlegt – für das Halbfinale.

### Lauf 1
26. August 2019, 16:31 Uhr
| Platz | Bahn | Athlet              | Land      | Zeit (s) |
| ----- | ---- | ------------------- | --------- | -------- |
| 1     | 6    | Ditiro Nzamani      | Botswana  | 46,42    |
| 2     | 2    | Alphas Kishoyian    | Kenia     | 46,46    |
| 3     | 7    | Orukpe Erayokan     | Nigeria   | 46,94    |
| 4     | 1    | Gardeo Isaacs       | Südafrika | 47,15    |
| 5     | 4    | Djakaridia Bamba    | Mali      | 47,98    |
| 6     | 8    | Abduraman Abdo Busa | Äthiopien | 48,60    |
| 7     | 3    | Rodwell Ndlovu      | Simbabwe  | 49,05    |
| 8     | 5    | Akoon Akoon         | Südsudan  | 49,77    |

### Lauf 2
26. August 2019, 16:38 Uhr
| Platz | Bahn | Athlet         | Land         | Zeit (s) |
| ----- | ---- | -------------- | ------------ | -------- |
| 1     | 3    | Leungo Scotch  | Botswana     | 47,32    |
| 2     | 4    | Haron Adoli    | Uganda       | 47,87    |
| 3     | 5    | Frédéric Mendy | Senegal      | 48,23    |
| 4     | 7    | Golden Gunde   | Malawi       | 48,67    |
| 5     | 6    | Bachir Mahamat | Tschad       | 49,14    |
| 6     | 2    | Mustefa Edao   | Äthiopien    | 49,21    |
| 7     | 8    | Alford Conteh  | Sierra Leone | 50,35    |

### Lauf 3
26. August 2019, 16:45 Uhr
| Platz | Bahn | Athlet                   | Land           | Zeit (s) |
| ----- | ---- | ------------------------ | -------------- | -------- |
| 1     | 4    | Chidi Okezie             | Nigeria        | 46,65    |
| 2     | 2    | Gilles Anthony Afoumba   | Republik Kongo | 46,87    |
| 3     | 6    | Cheikh Tidiane Diouf     | Senegal        | 47,39    |
| 4     | 8    | Momodou Lamine Bah       | Gambia         | 47,51    |
| 5     | 3    | Andile Vincent Lusenga   | Eswatini       | 47,53    |
| 6     | 5    | Gideon Ernst Narib       | Namibia        | 47,68    |
| 7     | 7    | Aboubakar Tetnap Nsangou | Kamerun        | 48,06    |

### Lauf 4
26. August 2019, 16:52 Uhr
| Platz | Bahn | Athlet                   | Land         | Zeit (s) |
| ----- | ---- | ------------------------ | ------------ | -------- |
| 1     | 5    | Derrick Mokaleng         | Südafrika    | 46,41    |
| 2     | 4    | Ifeanyi Emmanuel Ojeli   | Nigeria      | 46,48    |
| 3     | 2    | Va-sheku Sualiho Sheriff | Sierra Leone | 46,98    |
| 4     | 3    | Leonard Opiny            | Uganda       | 47,05    |
| 5     | 1    | Isaac Makwala            | Botswana     | 47,48    |
| 6     | 7    | Leon Tafirenyika         | Simbabwe     | 47,73    |
| 7     | 8    | Raymond Kibet            | Kenia        | 48,86    |
| 8     | 6    | Ali Khamis Gulam         | Tansania     | 48,96    |

### Lauf 5
26. August 2019, 16:59 Uhr
| Platz | Bahn | Athlet            | Land      | Zeit (s) |
| ----- | ---- | ----------------- | --------- | -------- |
| 1     | 4    | Thapelo Phora     | Südafrika | 46,83    |
| 2     | 6    | Kennedy Luchembe  | Sambia    | 47,07    |
| 3     | 3    | Sadam Koumi       | Sudan     | 47,58    |
| 4     | 7    | Alexander Bock    | Namibia   | 47,78    |
| 5     | 8    | Dickson Kapandura | Simbabwe  | 48,42    |
| 6     | 5    | Moussa Zaroumey   | Niger     | 48,46    |
|       | 2    | Younes Chattoui   | Marokko   | DNS      |

### Lauf 6
26. August 2019, 17:06 Uhr
| Platz | Bahn | Athlet                      | Land                  | Zeit (s) |
| ----- | ---- | --------------------------- | --------------------- | -------- |
| 1     | 4    | Joseph Poghisio Loshangar   | Kenia                 | 47,41    |
| 2     | 7    | Said El Guibbaz             | Marokko               | 47,72    |
| 3     | 6    | Jeremy Cotte                | Mauritius             | 48,46    |
| 4     | 3    | Ephrem Mekonnen             | Äthiopien             | 48,67    |
| 5     | 5    | Stefano Bibi                | Seychellen            | 49,04    |
| 6     | 2    | Esmaiel dos Ramos O Freitas | São Tomé und Príncipe | 50,33    |
| 7     | 8    | Benjamini Michael Kulwa     | Tansania              | 50,85    |

## Halbfinale
Aus den drei Halbfinalläufen qualifizierten sich die jeweils zwei Ersten jedes Laufes – hellblau unterlegt – und zusätzlich die zwei Zeitschnellsten – hellgrün unterlegt – für das Finale.

### Lauf 1
27. August 2019, 16:24 Uhr
| Platz | Bahn | Athlet                   | Land         | Zeit (s) |
| ----- | ---- | ------------------------ | ------------ | -------- |
| 1     | 6    | Leungo Scotch            | Botswana     | 45,52    |
| 2     | 5    | Ifeanyi Emmanuel Ojeli   | Nigeria      | 46,21    |
| 3     | 1    | Gardeo Isaacs            | Südafrika    | 46,52    |
| 4     | 7    | Va-sheku Sualiho Sheriff | Sierra Leone | 46,66    |
| 5     | 3    | Joseph Poghiso Loshangar | Kenia        | 46,69    |
| 6     | 2    | Andile Vincent Lusenga   | Eswatini     | 46,71    |
| 7     | 8    | Frédéric Mendy           | Senegal      | 47,41    |
| 8     | 4    | Said El Guebbaz          | Marokko      | 47,78    |

### Lauf 2
27. August 2019, 16:31 Uhr
| Platz | Bahn | Athlet             | Land      | Zeit (s) |
| ----- | ---- | ------------------ | --------- | -------- |
| 1     | 3    | Ditiro Nzamani     | Botswana  | 46,23    |
| 2     | 6    | Alphas Kishoyian   | Kenia     | 46,61    |
| 3     | 5    | Derrick Mokaleng   | Südafrika | 46,67    |
| 4     | 2    | Leonard Opiny      | Uganda    | 47,56    |
| 5     | 4    | Haron Adoli        | Uganda    | 48,01    |
|       | 1    | Gideon Ernst Narib | Namibia   | DNF      |
|       | 7    | Jeremy Cotte       | Mauritius | DSQ 1    |
|       | 8    | Orukpe Erayokan    | Nigeria   | DNS      |

### Lauf 3
27. August 2019, 16:38 Uhr
| Platz | Bahn | Athlet                 | Land           | Zeit (s) |
| ----- | ---- | ---------------------- | -------------- | -------- |
| 1     | 4    | Thapelo Phora          | Südafrika      | 45,67    |
| 2     | 5    | Chidi Okezie           | Nigeria        | 46,20    |
| 3     | 3    | Gilles Anthony Afoumba | Republik Kongo | 46,22    |
| 4     | 1    | Isaac Makwala          | Botswana       | 46,55    |
| 5     | 8    | Sadam Koumi            | Sudan          | 46,63    |
| 6     | 7    | Cheikh Tidiane Diouf   | Senegal        | 46,85    |
| 7     | 6    | Kennedy Luchembe       | Sambia         | 46,98    |
| 8     | 2    | Momodou Lamine Bah     | Gambia         | 47,09    |

## Finale
28. August 2019, 17:59 Uhr
| Platz | Bahn | Athlet                 | Land           | Zeit (s) |
| ----- | ---- | ---------------------- | -------------- | -------- |
|       | 5    | Leungo Scotch          | Botswana       | 45,27    |
|       | 3    | Thapelo Phora          | Südafrika      | 45,59    |
|       | 4    | Chidi Okezie           | Nigeria        | 45,61    |
| 4     | 2    | Gilles Anthony Afoumba | Republik Kongo | 45,96    |
| 5     | 7    | Alphas Kishoyian       | Kenia          | 45,97    |
| 6     | 8    | Ifeanyi Emmanuel Ojeli | Nigeria        | 46,05    |
| 7     | 6    | Ditiro Nzamani         | Botswana       | 46,15    |
| 8     | 1    | Gardeo Isaacs          | Südafrika      | 46,79    |